# Półkrytek
Półkrytek – dwukonny pojazd z budą nad tylnym nadwoziem. Popularny w Polsce w XVII i XVIII wieku.